# Trix (céréales)
Trix est une marque américaine de céréales pour petit-déjeuner fabriquée par General Mills à Minneapolis dans le Minnesota, pour le marché nord-américain et par Cereal Partners, ailleurs dans le monde. Cereal Partners est une coentreprise entre General Mills et Nestlé, créée en 1991 pour produire des céréales pour petit-déjeuner. Les céréales se composent de morceaux de maïs moulu, sucrés et aromatisés aux fruits.
La marque Trix est également utilisée par Yoplait (une société de yaourts, détenue en grande partie par General Mills) pour une gamme de yaourts aromatisés de la même manière et destinée aux enfants.

## Histoire
General Mills a introduit Trix en 1954 comme une version enrobée de sucre de ses populaires céréales Kix,. Les céréales originales Trix comprenaient trois couleurs : « Orangey Orange », « Lemony Yellow » et « Raspberry Red ». Cinq formes et couleurs de fruits ont été ajoutées au fil des ans : « Grapity Purple » (depuis 1984), « Lime Green » (1991-1998, 2007-2015, 2017), « Wildberry Blue » (1996-2007, 2018), « Berry Blue » (2007-2015, 2017) et « Watermelon » (1998-2007, 2018). En 1991 et à nouveau en 1995, les morceaux de céréales ont reçu un aspect plus brillant et plus coloré. 
La division Yoplait de General Mills produit un yaourt de la marque Trix commercialisé auprès des enfants avec des parfums de fruits sucrés tels que « Watermelon Burst ». Plus tard, les Trix Swirls ont été introduits, avec des parfums tels que « Rasp-orangey orange swirl » (un mélange des parfums Orangey orange et Raspberry red). Un nouveau parfum, « Wildberry Red Swirl », a été introduit en 2011. Les Trix Swirls ont depuis été abandonnés, et les morceaux des Trix originaux ont été modifiés en 2014 pour retrouver leur gamme de saveurs et de formes de 2007.
Les céréales étaient à l'origine des morceaux de céréales sphériques, mais en 1991, ils ont été remplacés par des morceaux soufflés en forme de fruits, sans doute pour éviter d'entrer en conflit avec Berry Berry Kix lorsqu'il a été introduit en 1992. En 2007, les Trix sont revenus à leur forme originale aux États-Unis, au grand dam des fans. Le Mexique a été le seul pays à maintenir les morceaux en forme de fruits jusqu'à fin 2018, lorsqu'ils ont été réintroduits dans le monde entier.
En 2015, General Mills a annoncé qu'il n'utiliserait plus de colorants artificiels dans ses céréales, et que Trix serait parmi les premiers à changer. Trix passerait de six couleurs à quatre car des alternatives naturelles satisfaisantes ont été trouvées pour l'orange, le jaune, le rouge et le violet, mais pas pour le bleu ou le vert.
Le 21 septembre 2017, General Mills a annoncé que la version à six couleurs des céréales Trix serait réintroduite sur le marché et que des colorants et des arômes artificiels seraient utilisés pour ce faire. La version à quatre couleurs, sans colorants ni arômes artificiels, continuerait d'être vendue. Dans cette même annonce, General Mills a dit qu'ils reviendraient aux morceaux soufflés en forme de fruits, ce qui s'est produit fin 2018.

## Marketing et publicité
En 1955, un an seulement après le lancement de Trix sur le marché, General Mills a fait l'expérience d'une marionnette lapin comme mascotte potentielle de Trix. Joe Harris, un rédacteur et illustrateur de l'agence de publicité Dancer Fitzgerald Sample, a créé la marque de fabrique animée « Silly Rabbit », qui a fait ses débuts dans une publicité télévisée pour les céréales en 1959. Harris a également écrit le slogan emblématique de Trix, « Silly rabbit ! Trix are for kids ! », qui est toujours utilisée dans les campagnes publicitaires de General Mills, elle est également utilisée à la fin de chaque publicité lorsque les enfants affirment que les céréales sont pour eux, car c'est ce qu'ils disent au lapin.
Chet Stover, directeur de la création du compte Trix chez Dancer Fitzgerald Sample, a entièrement attribué à Harris la création du lapin Trix après avoir vu le nouveau personnage dans la publicité télévisée de 1959 pour les céréales. Dans une note interne adressée aux employés de Dancer Fitzgerald Sample, Stover a écrit : « Dans une entreprise où la seule chose que nous avons à vendre sont les idées, il est de première importance que le crédit soit donné là où il faut - et Joe obtient tout le crédit pour celui-ci ».
Le lapin Trix - interprété par Mort Marshall dans les premières publicités, puis par Russell Horton dans les dernières publicités - est un lapin anthropomorphe de dessin animé qui trouve des enfants et veut les inciter à lui donner un bol de céréales. Il déborde d'enthousiasme mais est découvert à chaque fois. Les enfants le réprimandent toujours avec la phrase caractéristique : « Silly rabbit ! Trix are for kids ! » à la fin des publicités. Ces publicités de la fin des années 1960 et du début des années 1970 se terminaient parfois par le lapin Trix qui enchaînait avec « Et parfois pour les lapins rusés ! ». (Cela se produisait au cas où il parvenait à y goûter ou s'il avait une cachette secrète.) Le lapin Trix était à l'origine une marionnette avant d'être animé. Le sort du lapin Trix a été comparé à celui de Sisyphe, un personnage grec condamné à répéter sans fin une tâche futile. Il a réussi à obtenir et à manger des céréales Trix à l'occasion, notamment à cinq reprises à la suite d'un concours postal (1968, 1976, 1980, 1984 et 1991) intitulé « Let The Rabbit Eat Trix ». Les résultats du vote ont été massivement positifs, et le lapin Trix a été représenté dans une publicité ultérieure en train de déguster un bol de Trix. Les enfants qui ont voté ont reçu un badge en fonction de leur vote dans l'élection. En 1991, le lapin Trix a remporté une course cycliste Tour de Trix. À la fin de la course, deux juges se disputent pour savoir si le lapin Trix doit recevoir le prix ou non. Pour décider du sort du prix, les enfants sont appelés à envoyer leur vote. Le résultat est positif et le lapin Trix obtient le prix, à sa grande joie.
Dans les publicités de 1967, des années 1970 et des années 1980, le Lapin Trix se déguisait pour obtenir les céréales, utilisant des costumes aussi divers qu'un vendeur de ballons, un peintre et un Amérindien. Un slogan alternatif pour les céréales était : « Oranges, Lemons, and Grapes I see; the fruit taste of Trix is all for me! ». Une fois, Bugs Bunny a aidé le lapin Trix à essayer de se procurer les céréales.
La popularité du lapin Trix l'a amené à apparaître dans des publicités pour d'autres produits, comme la publicité Got Milk? dans laquelle il se déguise en un homme (joué par Harland Williams) qui prend des Trix dans une épicerie mais se rend compte qu'il n'a plus de lait, à son grand désarroi.